# Rue Maletache
La rue Maletache (en occitan : carrièra Mala-Tasca) est une voie de Toulouse, chef-lieu de la région Occitanie, dans le Midi de la France. 

## Situation et accès

### Description
La rue Maletache est une voie publique. Elle se trouve au cœur du quartier des Carmes.
D'orientation est-ouest, presque rectiligne, elle mesure 114 mètres de long. Cette rue assez étroite a une largeur variable, d'environ 4 mètres. Elle naît perpendiculairement à la rue des Filatiers, presque dans le prolongement de la rue Joutx-Aigues. Elle se prolonge vers l'est et donne naissance sur sa gauche, après 68 mètres, à la rue des Quatre-Billards. Elle se termine au croisement de la rue du Languedoc.

### Voies rencontrées
La rue Maletache rencontre les voies suivantes, dans l'ordre des numéros croissants (« g » indique que la rue se situe à gauche, « d » à droite) :
1. Rue des Filatiers
2. Rue des Quatre-Billards (g)
3. Rue du Languedoc

### Transports
La rue Maletache n'est pas directement desservie par les transports en commun Tisséo. Elle se trouve cependant à proximité de la place Étienne-Esquirol, où se trouvent la station Esquirol de la ligne de métro , ainsi que les arrêts de la ligne de bus 44. Au sud, près de la station Carmes de la ligne de métro , qui débouche sur la place des Carmes, marque également l'arrêt la navette Ville. 
Les stations de vélos en libre-service VélôToulouse les plus proches sont les stations no 25 (1 rue des Tourneurs) et no 46 (1 place des Carmes).

## Odonymie

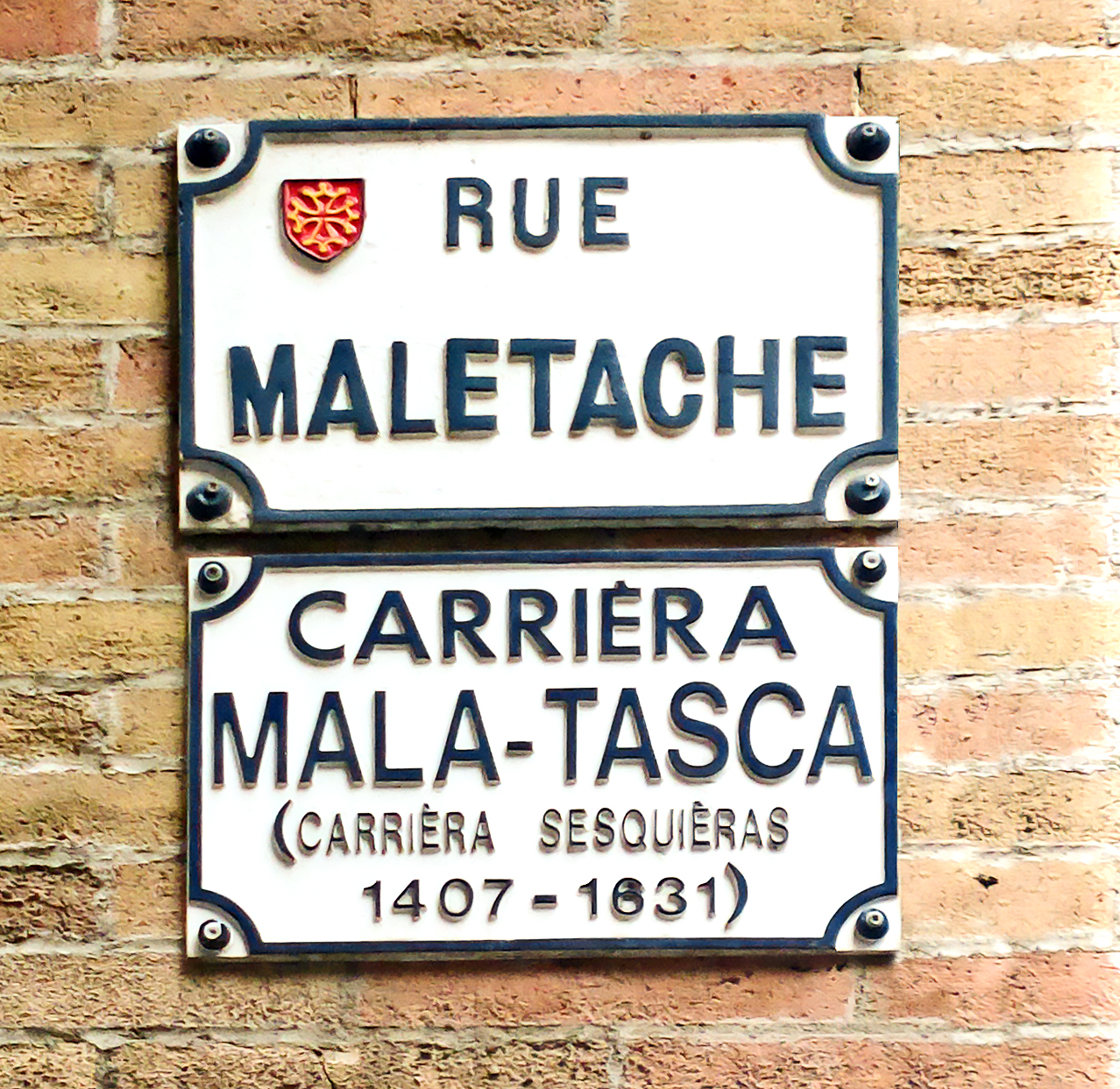
Plaques de rue en français et en occitan.

La rue Maletache tient probablement son nom de la « male-tache », qui était la préparation utilisée par les fripiers et les « dégraisseurs» qui enlevaient les taches sur les vêtements. L'hypothèse, soumise par Alexandre Du Mège, a été reprise par Jules Chalande et Pierre Salies,.
Au Moyen Âge, la rue portait le nom de rue Sesquières, qui lui venait des artisans sesquiers, qui faisaient le rempaillage des chaises et employaient la sesque (sesca en occitan), plante aquatique qui pousse dans la région. Elle fut appelée rue Sesquières-Nove, pour la distinguer de la rue du Coq-d'Inde, qui porta celui de rue Sesquières-Vieilles entre le XIIIe siècle et le XVe siècle. Le nom de Male Tache n'apparut qu'au cours du XVIIe siècle. En 1794, pendant la Révolution française, la rue porta quelque temps le nom de rue Courage, sans qu'il subsiste,.

## Histoire

### Moyen Âge et période moderne
Au Moyen Âge, la rue Maletache appartient au capitoulat de Saint-Barthélémy. La population est très mélangée, composée de parlementaires, d'hommes de loi, de prêtres, d'artisans. Au XIVe siècle, on trouve principalement des artisans sesquiers, qui font le rempaillage des chaises.
Le 7 mai 1463, vers 10 heures du soir, un incendie se déclare dans une boulangerie, à l'angle des rues Maletache et de l'Arc-des-Carmes (actuelle rue du Languedoc). Le feu, activé par le vent d'autan, réduit en cendres les maisons de la rue et les trois-quarts de la ville. Le boulanger responsable est condamné à être pendu place du Salin, mais il est épargné par le roi Louis XI, venu assister aux dégâts. Dans les années suivantes, les capitouls de la ville multiplient les règlements qui interdisent la construction de maisons à pans de bois, mais ils ne sont pas systématiquement respectés, comme le montre la persistance d'une maison en corondage, construite au XVIIe siècle ou au début du siècle suivant (actuel no 11).
Au cours du XVIIe siècle, les sesquiers sont progressivement remplacés, à cause de la proximité des artisans du textile dans le quartier (fileurs de lin dans la rue des Filatiers, chapeliers dans la rue de ce nom...), par des fripiers affectés au nettoyage des tissus à l'aide de « male tache ». Plusieurs familles de la bourgeoisie toulousaine investissent également la rue et se font bâtir de vastes demeures : dans la première moitié du XVIIe siècle, la famille Comère fait bâtir un vaste hôtel, qui a sa façade principale sur la rue Maletache (actuel no 3), mais dont les dépendances bordent les côtés nord et ouest de la rue Sesquières-Neuve (actuelle rue des Quatre-Billards). Au cours du siècle suivant, de nouveaux immeubles s'élèvent : c'est de cette période que datent la plupart des façades des immeubles de la rue (actuels no 4, 10 à 18 et 22, du côté sud ; no 7 et 9, du côté nord). L'hôtel des Comère est également remanié, doté d'un nouveau portail monumental tandis que les corps de bâtiments qui encadrent la cour d'honneur sont repris.

### Époque contemporaine
La Révolution française amène peu de bouleversements et la rue est, pour peu de temps, rebaptisée rue du Courage. Au cours du XIXe siècle, les projets d'élargissement des rues de la ville, soutenu par la municipalité, amène à reculer les façades des immeubles construits à cette époque (actuel no 8), mais les effets restent limités. Les travaux d'assainissement permettent la construction d'un égout entre la rue Maletache et la Garonnette, en passant par les rues Joutx-Aigues, des Paradoux et Henri-de-Gorsse, pour déboucher près du pont de Tounis.

## Patrimoine et lieux d'intérêt

### Hôtel des Comère
Inscrit MH (1928, fontaine).

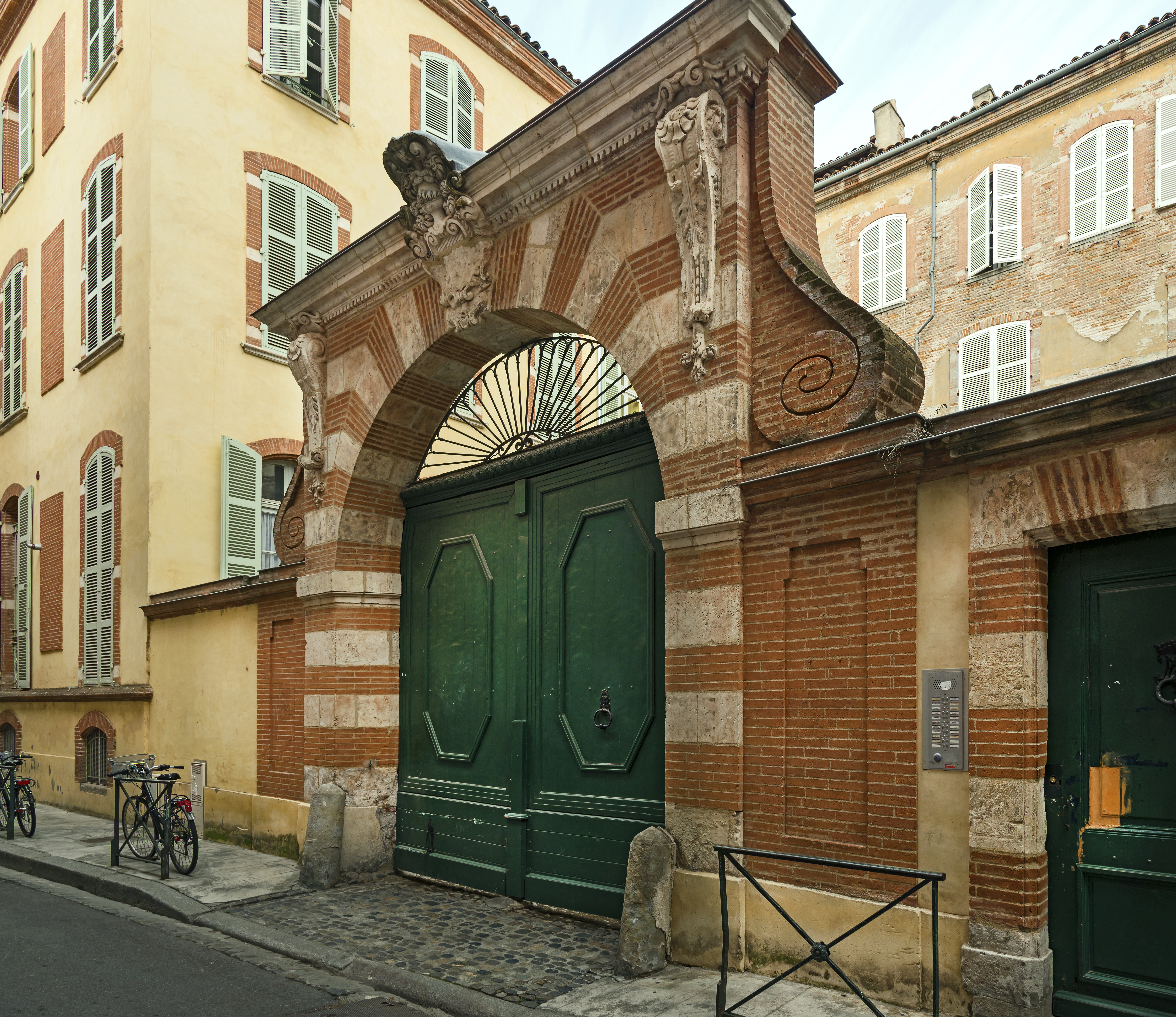
no 3 : portail monumental de l'hôtel des Comère.

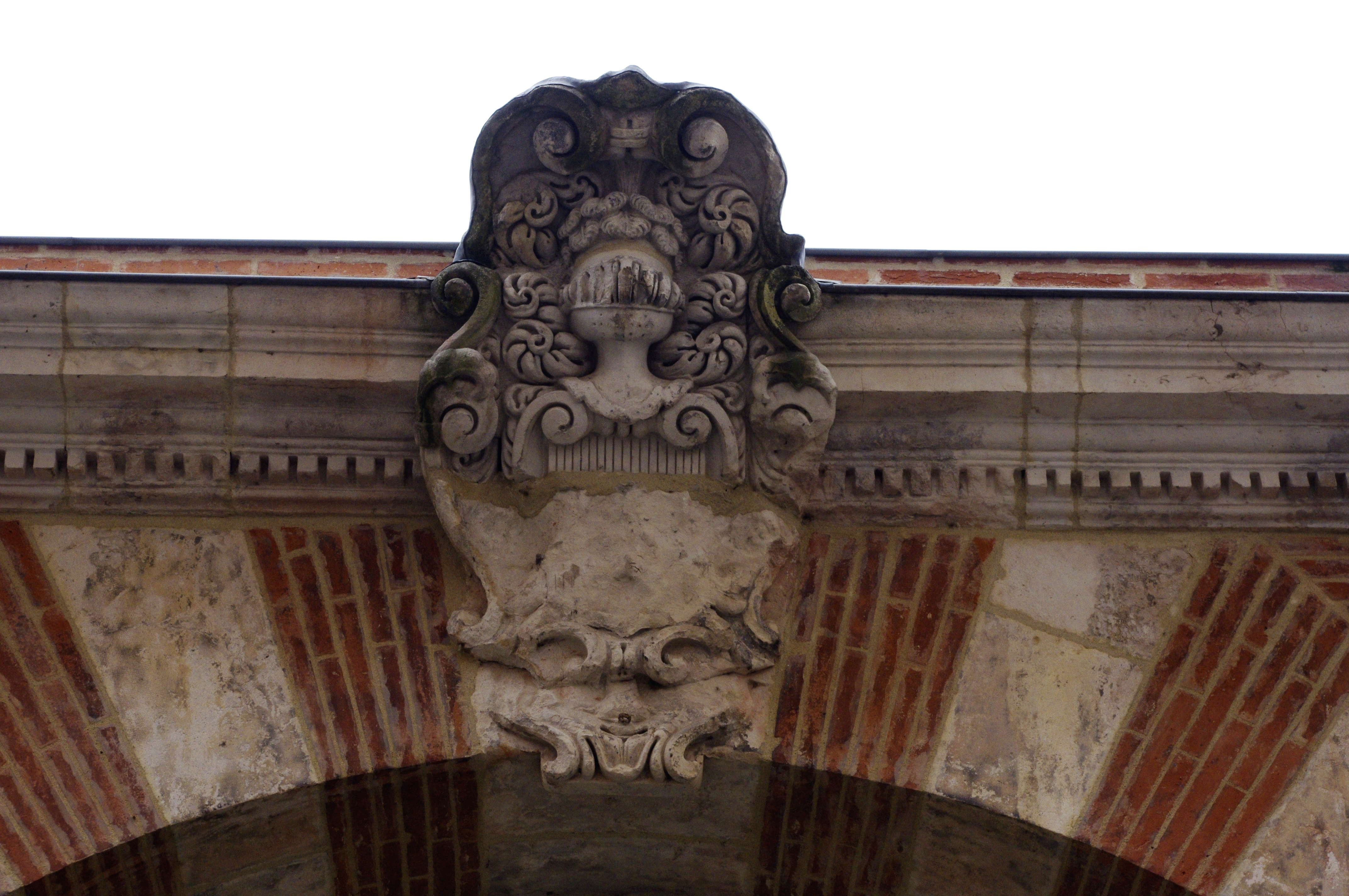
no 3 : détail du portail.

La famille Comère fait élever, dans la première moitié du XVIIe siècle, un hôtel particulier entre la rue Maletache (actuel no 3) et la rue des Quatre-Billards (actuel no 4). Les bâtiments sur la rue Maletache sont modifiés au cours du siècle suivant. En 1866, le nouveau propriétaire, Roca d'Huyteza, réunit l'hôtel à l'immeuble voisin (ancien no 5) qu'il fait complètement remanier par l'architecte Jean-Antoine Raynaud.
L'hôtel occupe plus de la moitié de l'îlot. Il s'organise autour d'une grande cour centrale, fermée sur la rue par un mur de clôture et un portail. Ce dernier, en brique et pierre alternée, possède deux consoles en pierre sculptées de motifs végétaux qui soutiennent une large corniche moulurée. L'arcade du portail en plein cintre est ornée d'une agrafe surmontée d'un heaume. Autour de la cour, les corps de bâtiments datant du XVIIIe siècle possèdent deux ou trois étages. Un escalier extérieur mène à une petite terrasse protégée par une balustrade en pierre, qui permet l'accès à un rez-de-chaussée surélevé. Les fenêtres sont segmentaires et ont un appui mouluré en pierre. Les élévations sont couronnées par une corniche moulurée à denticules.

### Immeubles et maison
- no  11 : maison en corondage. 
La maison est construite au XVIIe siècle ou au début du XVIIIe siècle. Elle s'élève sur trois étages. Le pan de bois est à grille, hourdé de brique. Des cordons de bois passent au niveau des appuis des fenêtres[11].

- no  14 : immeuble. 
L'immeuble semble avoir été construit en plusieurs phases entre la fin du XVIIIe siècle et 1830. La façade a un rez-de-chaussée en pierre de taille. La porte est surmontée d'un groupe sculpté en terre cuite qui représente des putti modelant un buste posé sur un trépied, tandis qu'au-dessus un putto porte à sa tête une couronne de lauriers. Une guirlande de fruits et de fleurs, des oiseaux et deux autres putti encadrent la scène. L'arcade de boutique était ornée d'armoiries, aujourd'hui martelées, sur la clef centrale. Aux étages, les fenêtres ont des garde-corps en fonte. Le 1er et le 2e étage sont séparés par un fine corniche. Dans la cour intérieure, un escalier en bois dessert le bâtiment sur rue[12].

- no  20 : immeuble. 
L'immeuble, construit en 1899, se développe sur quatre niveaux et deux travées dissymétriques. Une poutre métallique sert de linteau pour la porte et les fenêtres des trois étages. La fenêtre double du 3e étage et la baie triple du rez-de-chaussée sont influencées par l'Art nouveau[13].